# Ole Gunnar Solskjær
Ole Gunnar Solskjær, né le 26 février 1973 à Kristiansund, est un footballeur international norvégien, évoluant au poste d'attaquant, reconverti entraîneur. Il est actuellement l'entraîneur du Beşiktaş JK.
Solskjær s'aguerrit en Norvège, son pays natal, où il porte les maillots de Clausenengen FK, son club formateur, entre 1990 et 1994 puis de Molde FK jusqu'en 1996. À 23 ans, il est recruté par Manchester United. Dans le club anglais, il remplit son palmarès d'une Ligue des champions (1999), six titres de champion d'Angleterre (1997, 1999, 2000, 2001, 2003 et 2007), deux Coupes d'Angleterre (1999 et 2004) et une Coupe de la Ligue (2006). Il y termine sa carrière en 2007 après onze saisons mancuniennes. Durant cette période, il tient un rôle de remplaçant souvent décisif lors de ses entrées en jeu, devenant le plus prolifique de l'histoire du club et lui valant le surnom de « Super Sub ». Son visage jeune le fait surnommer « Baby-face Killer ».
Avec l'équipe de Norvège, Solskjær inscrit vingt-trois buts lors de ses soixante-sept sélections entre 1995 et 2007, participant notamment à la Coupe du monde 1998 en France ainsi qu'à l'Euro 2000.
Reconverti en entraîneur, Solskjær prend en charge l'équipe réserve de Manchester United à partir de 2008. En 2010, il signe un contrat de quatre ans avec Molde FK où il remporte les deux premiers titres de champion de Norvège du club (2011 et 2012) et une Coupe nationale (2013). En janvier 2014, il signe à Cardiff mais ne parvient pas à éviter la relégation du club gallois. Il démissionne quelques semaines après le début de la saison suivante. En octobre 2015, Solskjær revient à Molde qu'il mène à la seconde place en 2017 et 2018.
En décembre 2018, il est prêté à Manchester United jusqu'à la fin de la saison 2018-2019. 
Le 24 juillet 2021, il prolonge son contrat jusqu’en 2024 avec Manchester United. Le 21 novembre 2021 à la suite des mauvais résultats du club, il est renvoyé de son poste d'entraîneur de Manchester United.

## Biographie

### Enfance et formation
Ole Gunnar Solskjær naît dans la petite ville de Kristiansund, à l'ouest de la Norvège.
Fils de lutteur, c'est dans son pays d'origine que Solskjær apprend le métier de footballeur, au Clausenengen FK, d'abord au sein du centre de formation puis en équipe première.

### Révélation en Norvège (1990-1995)
Solskjær débute à 17 ans avec son club formateur du Clausenengen FK. Entre 17 et 21 ans, il inscrit 115 buts en 109 matches avec le club de Clausenengen, en quatrième puis  troisième division, avec notamment 31 réalisations lors de sa dernière saison en 1994, soit un ratio supérieur à un but/match.

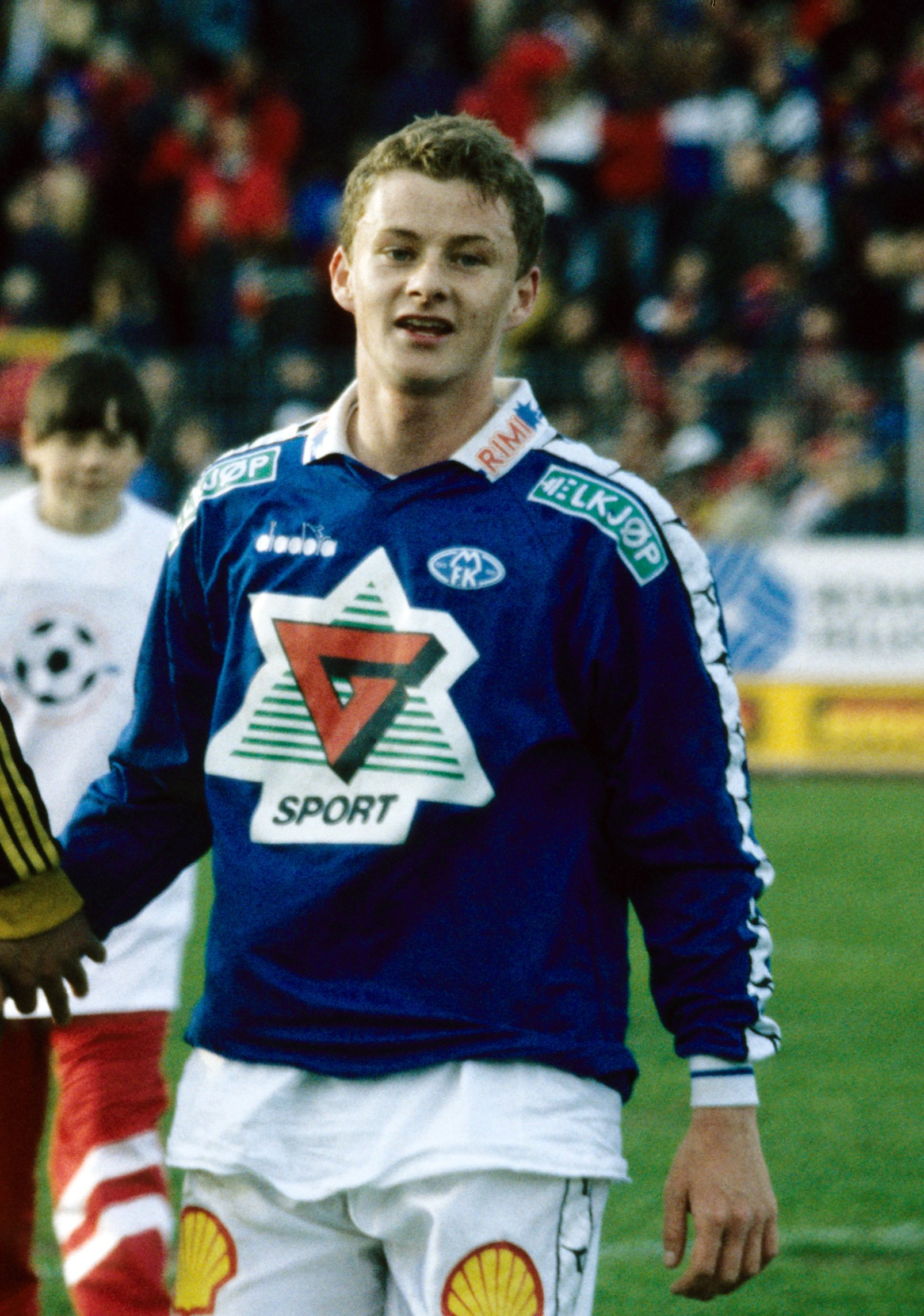
Ole Gunnar Solskjær en 1996, sous les couleurs du Molde FK.

Pour la saison 1995, l'attaquant rejoint le Molde FK, récent vainqueur de la Coupe nationale et promu en première division. L'équipe termine vice-championne de Norvège dès la première saison. En deux saisons, il marque 32 buts en 44 matches, participant également à la Coupe d'Europe des vainqueurs de coupe (C2) en 1995.
En juillet 1996, à 23 ans et alors qu'il est courtisé par le PSV Eindhoven et le Bayern Munich, Solskjær s'envole pour Manchester United contre une indemnité de transfert de 1,8 million d'euros.

### Confirmation à Manchester United (1996-2007)

#### Décisif dès son arrivée (1996-2003)
À peine débarqué du Molde FK, Solskjær se voit offrir ses premières minutes par Alex Ferguson le 25 août 1996 face à Blackburn lors de la troisième journée de championnat. Mené 2-1, le Norvégien marque cinq minutes après son entrée et arrache le match nul. Pour sa première saison, le Norvégien termine troisième meilleur buteur du championnat que son club gagne.
En septembre 1997, remplaçant pour la réception du Chelsea FC, il entre à cinq minutes de la fin et égalise d'une frappe à l'entrée de la surface dans la lucarne opposée. En fin de saison, United perd le titre d’un petit point face au Arsenal FC.
Sur le fait d'être presque systématiquement remplaçant au coup d'envoi, Solskjær déclare « Je viens de Kristiansund, et je jouais pour Manchester United. Il m'arrivait de m'asseoir sur le banc à côté de David Beckham ou de Ryan Giggs. (...) Alors, qui j'étais pour faire la gueule, sachant qu'en plus la décision de ne pas me titulariser venait du plus grand manager du monde ? » (Alex Ferguson).

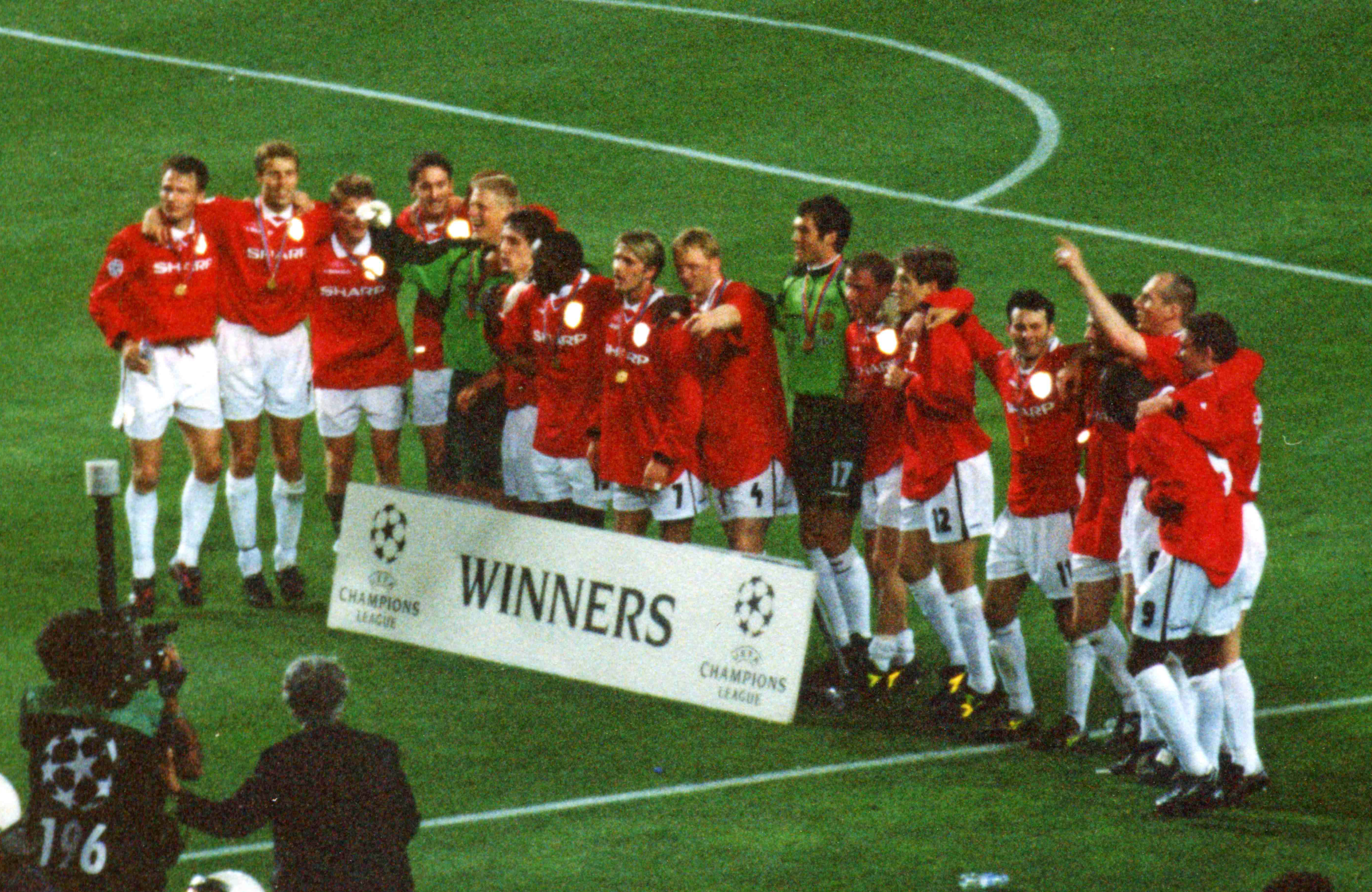
Solskjær (à d.) et ManU remportent la C1 en 1999.

Lors de la saison 1998-1999, Man Utd remporte le triplé championnat, Coupe d'Angleterre et Ligue des champions). En janvier 1999, Ole entre lors du 4e tour de Coupe nationale contre l'ennemi Liverpool FC qui mène 1-0. Après l'égalisation, il offre la qualification dans le temps additionnel. Deux semaines plus tard, Solskjær inscrit un quadruplé en douze minutes face à Nottingham Forest (victoire 8-1) entre la 80e minute et la 92e. L'attaquant est un grand artisan de la victoire sur le Bayern Munich lors de la finale européenne. Ce match lui vaudra son surnom de « Baby-Face Killer » (tueur au visage de bébé). Entré à la 81e minute à la place d'Andy Cole alors que United est mené 1-0, Solskjær surgit au second poteau sur un corner dévié pour reprendre du droit sous la barre d'Oliver Kahn et marque le but de la victoire à la 92e minute, une minute après l'égalisation de Teddy Sheringham (2-1),. Le club gagne le championnat lors de la dernière journée. En finale de la coupe d'Angleterre, Manchester United bat Newcastle United 2-0.

Solskjær est titulaire pour la Coupe intercontinentale 1999.

Le 4 décembre 1999, après avoir perdu la Supercoupe de l'UEFA 1999 et gagné la Coupe intercontinentale 1999, le Norvégien marque un nouveau quadruplé contre Everton FC (5-1). Le club remporte le championnat avec 18 points d'avance sur Arsenal mais échoue en quart-de-finale de la Ligue des champions.
En avril 2001, quatre minutes seulement après son entrée au jeu, le Norvégien permet aux Reds Devils de reprendre l’avantage grâce à son onzième et dernier but de la saison contre le Charlton FC (2-1). Un mois plus tard, Manchester est sacré pour la troisième année consécutive avec dix points d'avance, mais s'arrête à nouveau en quart-de-finale de C1.
À partir de 2001, Solskjaer devient ambassadeur de bonne volonté de l'Unicef en Norvège.
Fin janvier 2002, l'attaquant inscrit son troisième et dernier triplé en Premier League (en comptant ses deux quadruplés) chez les Bolton Wanderers (0-4). Mais l'équipe connaît une saison blanche de titre.
Pour la saison 2002-2003, Olé Gunnar marque pour sa première entrée en jeu lors du premier match de la saison et la réception de West Brom en championnat (1-0). le club renoue avec le titre national.

#### Fin sur blessure (2003-2007)
En septembre 2003, Solskjær se blesse au genou et reste éloigné des terrains pendant cinq mois. Mais il doit à nouveau être opéré à l'été 2004, le contraignant à manquer l'intégralité de la saison 2004-2005. Néanmoins, les supporters n'ont cessé de lui montrer de l'affection, attendant son retour avec impatience.
Après être revenu timidement lors de l'exercice 2005-2006, il connaît un ultime sursaut lors de la saison 2006-2007, la dernière de sa carrière. 
En septembre 2006 et la réception du Celtic Glasgow en Ligue des champions 2006-2007, Solskjær permet à United de repasser en tête dans ce premier match du groupe F (3-2). Sur l'exercice 2006-2007, l'attaquant marque tout de même à onze reprises en quatorze titularisations et seize entrées en jeu toutes compétitions confondues. Fin août 2007, il annonce sa retraite sportive, mais compte rester au sein du club en visant une reconversion au sein du staff mancunien. C'est ainsi qu'il prend place en tant que préparateur d'attaque.
En onze saisons de joueur, il joue 366 rencontres avec les Red Devils et inscrit 126 buts. Avec le club mancunien, Ole remporte une C1 en 1999, six championnats (1997, 1999, 2000, 2001, 2003, 2007), trois Community Shield (1996, 1997, 2003), deux FA Cup (1999, 2004) et la Coupe intercontinentale 1999. Il détient aussi le titre de remplaçant le plus prolifique en Premier League avec un seul club et ses dix-sept buts en entrant en jeu. Il est ensuite dépassé par Olivier Giroud. Avec 91 buts en 235 matchs de Premier League, l'attaquant est, en décembre 2018, le 35e meilleur buteur de l'histoire du championnat depuis 1992.

### En équipe nationale
Ole Gunnar Solskjær débute en équipe A de Norvège le 26 novembre 1995 à Kingston contre le Jamaïque.
En préparation pour la Coupe du monde 1998, il marque un doublé buts contre l'Arabie saoudite. La meilleure performance des Norvégiens dans une Coupe du monde est faite en 1998. L’équipe de Norvège sort de son groupe après deux nuls face au Maroc et à l’Écosse et une victoire historique 2-1 face au Brésil. Ils perdent en huitièmes de finale face à l'Italie 0-1 à Marseille.
L'attaquant fait partie de la sélection norvégienne pour l'Euro 2000. La Norvège se qualifie pour la phase finale, où elle termine meilleure défense du tournoi, mais troisième de son groupe avec quatre points (une victoire sur l’Espagne (1-0), un match nul contre la Slovénie (0-0) et une défaite contre la Yougoslavie (0-1).
Il marque deux buts lors des éliminatoires de l'Euro 2008. Solskjær prend sa retraite en août 2007.
En sélection, il totalise 67 capes pour 23 réalisations, faisant de lui le cinquième meilleur buteur de l'histoire de la sélection norvégienne.

### Carrière d’entraîneur

#### Débuts entre échecs et réussites (2008-2018)

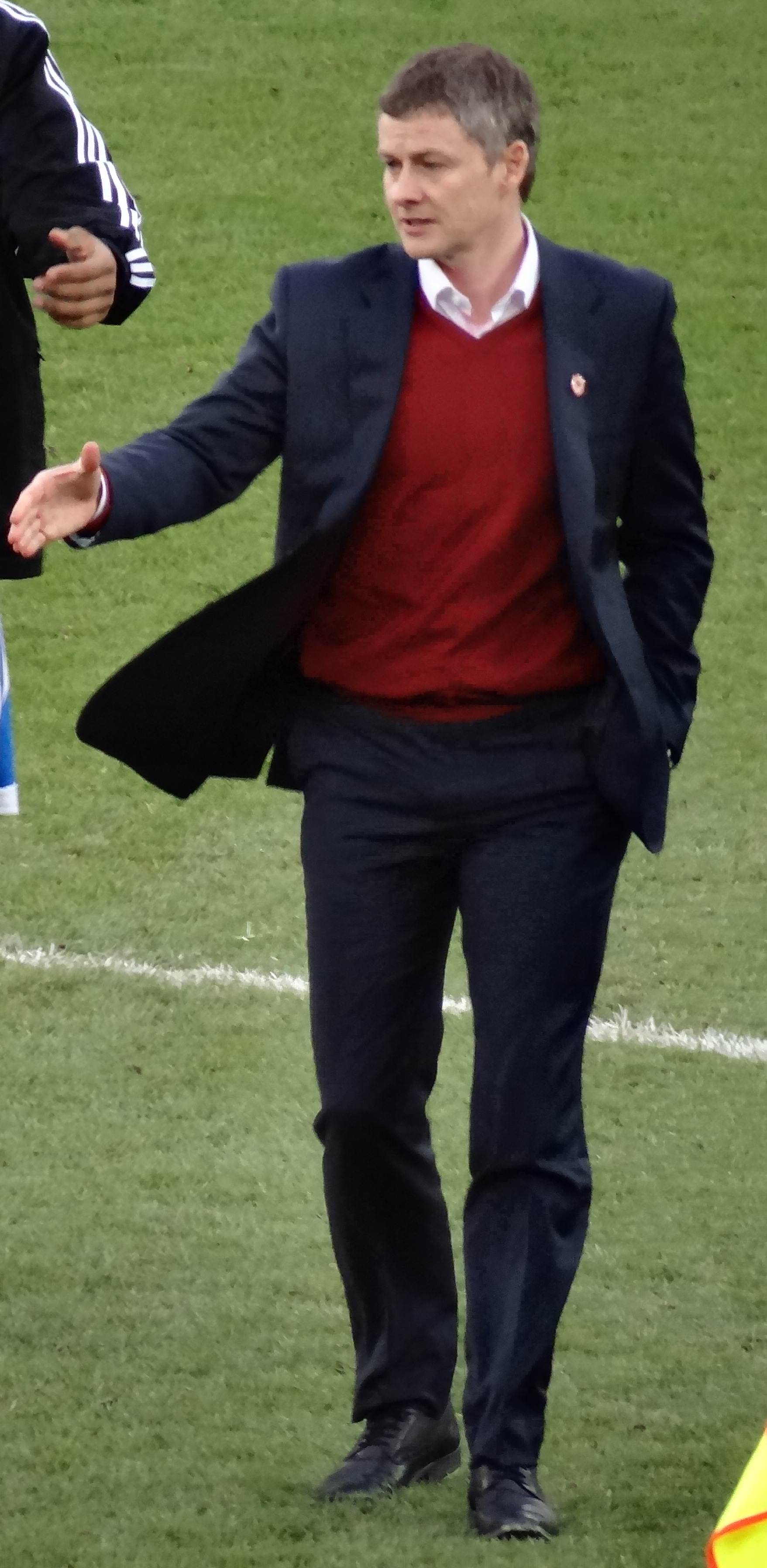
Solskjær entraîneur de Cardiff City en 2014.

Après sa retraite sportive, Alex Ferguson confie l'entraînement des attaquants de l'équipe première de Manchester United à Solskjær. Il passe alors ses diplômes depuis 2006. Ole Gunnar prend ensuite en charge l'équipe réserve mancunienne entre 2008 et 2010 où il croise notamment Paul Pogba, qu'il retrouve en 2018 en équipe première.
En 2010, il prend en main l'équipe première du Molde FK et signe un contrat de quatre ans. Lors de son premier passage à la tête du club, il remporte les deux premiers titres de champion de Norvège du club (2011 et 2012) et une Coupe nationale (2013). 
En janvier 2014, Solkjær devient l'entraîneur de l'équipe galloise de Cardiff City qui évolue en Premier League, en remplaçant Malky Mackay jusqu'à la fin de la saison, limogé en décembre. Dès son intronisation, lors du mercato hivernal, il recrute plusieurs joueurs norvégiens qu'il a eu sous ses ordres lorsqu'il entraînait Molde FK : Magnus Eikrem, Mats Møller Dæhli et Jo Inge Berget. Il ne parvient pas à éviter la relégation du club gallois qui termine vingtième. Sur les 18 rencontres qu’il dirige, le technicien scandinave gagne trois fois, fait trois matches nuls et concède la défaite à douze reprises, soit un ratio de victoire de 16,7 %. La saison suivante, il quitte Cardiff en septembre 2014 alors que l'équipe est 17e de deuxième division (sur 24 équipes) après trois défaites en sept matchs. Après neuf mois à la tête de l'équipe, il plaide une « différence de philosophie sur la façon de manager un club » avec son président.
Après cette expérience malheureuse, Solkjær renoue avec Molde, en octobre 2015, pour un contrat de trois ans et demi. Lors de la saison 2015-2016, il hisse l'équipe jusqu'en seizième-de-finale de la Ligue Europa. Après deux saisons terminées à quelques points d'une qualification européenne, Solkjær et son équipe termine vice-champion de Norvège en 2017 et 2018. Son contrat est alors prolongé jusqu'en 2021 au début du mois,.

#### Retour à Manchester United (2018-2021)
Le 19 décembre 2018, un jour après le limogeage de José Mourinho, il devient l'entraîneur de Manchester United sur la base d'un prêt jusqu'à la fin de saison 2018-2019. En effet, après avoir prolongé à Molde FK quelques jours plus tôt, son contrat aurait inclus une clause lui permettant de rejoindre les Red Devils si ceux-ci déboursaient la somme de 2 millions d'euros.
Trois jours plus tard, il dirige son premier match contre Cardiff City, son ancien club, et le remporte 5 buts à 1. C'est la première fois depuis la retraite d'Alex Ferguson, qui remonte à mai 2013, que le club mancunien marque 5 buts lors d'un même match de Premier League. Peu à peu, il fait alors l'unanimité auprès de la presse anglaise en gommant les carences offensives de l'équipe (12 buts lors de ses 3 premiers matches),, même si des inquiétudes persistent dans le secteur défensif. Les supporters saluent également son discours positif et sa volonté de renouer avec le passé historique du club, notamment en invitant Alex Ferguson au centre d'entraînement,. Le 13 janvier 2019, après une victoire importante face à Tottenham (0-1), il devient le premier entraîneur de l'histoire du club à remporter ses six premiers matches. Le 8 février 2019, alors qu'il porte désormais sa série d'invincibilité à 9 victoires et 1 match nul, il est nommé entraîneur du mois de janvier en Premier League (une première pour le club depuis octobre 2012).
Son bilan prend un tournant décisif lors de la double confrontation en huitième de finale de la Ligue des champions contre le Paris Saint-Germain. Défait 2 à 0 lors du match aller où il est, selon une grande partie des journalistes et experts européens, surclassé tactiquement par Thomas Tuchel,,, il mène le club à l'un des plus grands exploits du football européen,. Malgré la multitude de blessés avant le match, le club renverse la situation au Parc des Princes en gagnant 3 buts à 1 dans les dernières minutes. À la suite de cette soirée – « typiquement mancunienne » d'après lui –, il se place comme le principal prétendant au poste d'entraîneur pour la saison prochaine.
Le 28 mars 2019, il est confirmé comme entraîneur titulaire de l'équipe pour une durée de trois ans, et ce, malgré une fin de saison compliquée au cours de laquelle il est éliminé en quart de finale de la FA Cup par Wolverhampton (1-2), et en quart de finale de la Ligue des champions après deux défaites contre le FC Barcelone (0-1 ; 0-3).
Après une saison 2019-2020 ponctuée de la crise du covid-19 qui interrompt plusieurs mois la compétition, il atteint les demi-finales dans trois compétitions, la FA Cup, La League Cup et la Ligue Europa.
Pour la saison 2020-2021 le club mancunien finit vice-champion d'Angleterre et finaliste de la Ligue Europa face à Villarreal, en fin de contrat en 2022 et pendant la pré-saison 2021-2022, le club annonce la prolongation de Solkjær à la tête de l'équipe mancunienne pour trois ans, avec une option pour une année supplémentaire. 
Le 21 novembre 2021, à la suite des mauvais résultats du club (avec notamment deux défaites cinglantes contre deux rivaux, 0-5 contre Liverpool et 0-2 contre Manchester City), Ole Gunnar Solskjær est renvoyé de son poste d'entraîneur de Manchester United.

#### Besiktas (2025-)
Le 18 janvier 2025, il rejoint le Beşiktaş JK jusqu'à la fin de la saison 2025/26.
Solskjær se révèlent positifs, avec 8 victoires et 1 nul sur ses 12 premiers matchs, série couronnée le 29 mars 2025 par un succès dans le derby stambouliote, lorsque Beşiktaş l'emporte 2-1 contre Galatasaray, jusqu'alors leader invaincu de la SüperLig.

## Style de jeu

### Attaquant
Surnommé "Baby face Killer" ou "Super Sub" pour sa tendance naturelle à effectuer des rentrées fracassantes, Ole Gunnar Solskjaer a avoué qu’il profitait des minutes passées sur le banc pour analyser le jeu des défenseurs adverses et les faire déjouer quand il entrait ensuite sur le terrain, dévorant les espaces en fin de match avec un positionnement clinique, afin de se mettre en évidence.

### Entraîneur évolutif
À ses débuts d'entraîneur, Solskjær ne jure que par le 4-4-2 cher à Alex Ferguson avant d'embrasser le 4-3-3. Lors de son second passage à Molde, il s'essaye à la défense à trois joueurs. Ole est réputé comme un technicien au discours positif donnant confiance à ses joueurs.

## Statistiques détaillées

### En tant que joueur

#### En club
| Saison                | Club                  | Championnat           | Championnat | Championnat | Coupe(s) nationale(s) | Coupe(s) nationale(s) | Supercoupe | Supercoupe | Compétition(s) continentale(s) | Compétition(s) continentale(s) | Compétition(s) continentale(s) | Autres | Autres | Total | Total |
| Saison                | Club                  | Division              | M.          | B.          | M.                    | B.                    | M.         | B.         | Comp.                          | M.                             | B.                             | M.     | B.     | M.    | B.    |
| 1990                  | Clausenengen FK       | 3. divisjon           | -           | -           | -                     | -                     | -          | -          | -                              | -                              | -                              | -      | -      | 0     | 0     |
| 1991                  | Clausenengen FK       | 3. divisjon           | -           | -           | -                     | -                     | -          | -          | -                              | -                              | -                              | -      | -      | 0     | 0     |
| 1992                  | Clausenengen FK       | 3. divisjon           | -           | -           | -                     | -                     | -          | -          | -                              | -                              | -                              | -      | -      | 0     | 0     |
| 1993                  | Clausenengen FK       | 3. divisjon           | -           | -           | -                     | -                     | -          | -          | -                              | -                              | -                              | -      | -      | 0     | 0     |
| 1994                  | Clausenengen FK       | 2. divisjon           | -           | 31          | -                     | -                     | -          | -          | -                              | -                              | -                              | -      | -      | 0     | 31    |
| Sous-total            | Sous-total            | Sous-total            | 109         | 115         | 0                     | 0                     | 0          | 0          | -                              | 0                              | 0                              | 0      | 0      | 109   | 115   |
| 1995                  | Molde FK              | Tippeligaen           | 26          | 20          | -                     | -                     | -          | -          | C2                             | 2                              | 1                              | -      | -      | 28    | 21    |
| 1996                  | Molde FK              | Tippeligaen           | 16          | 11          | -                     | -                     | -          | -          | -                              | -                              | -                              | -      | -      | 16    | 11    |
| Sous-total            | Sous-total            | Sous-total            | 42          | 31          | 0                     | 0                     | 0          | 0          | -                              | 2                              | 1                              | 0      | 0      | 44    | 32    |
| 1996-1997             | Manchester United     | Premier League        | 33          | 18          | 3                     | 0                     | -          | -          | C1                             | 10                             | 1                              | -      | -      | 46    | 19    |
| 1997-1998             | Manchester United     | Premier League        | 22          | 6           | 2                     | 2                     | -          | -          | C1                             | 6                              | 1                              | -      | -      | 30    | 9     |
| 1998-1999             | Manchester United     | Premier League        | 19          | 12          | 11                    | 4                     | 1          | 0          | C1                             | 6                              | 2                              | -      | -      | 37    | 18    |
| 1999-2000             | Manchester United     | Premier League        | 28          | 12          | 1                     | 0                     | 1          | 0          | C1                             | 11                             | 3                              | 5      | 0      | 46    | 15    |
| 2000-2001             | Manchester United     | Premier League        | 31          | 10          | 4                     | 3                     | 1          | 0          | C1                             | 11                             | 0                              | -      | -      | 47    | 13    |
| 2001-2002             | Manchester United     | Premier League        | 30          | 17          | 2                     | 1                     | -          | -          | C1                             | 15                             | 7                              | -      | -      | 47    | 25    |
| 2002-2003             | Manchester United     | Premier League        | 37          | 9           | 6                     | 2                     | -          | -          | C1                             | 14                             | 4                              | -      | -      | 57    | 15    |
| 2003-2004             | Manchester United     | Premier League        | 13          | 0           | 3                     | 0                     | 1          | 0          | C1                             | 2                              | 1                              | -      | -      | 19    | 1     |
| 2004-2005             | Manchester United     | Premier League        | -           | -           | -                     | -                     | -          | -          | C1                             | -                              | -                              | -      | -      | 0     | 0     |
| 2005-2006             | Manchester United     | Premier League        | 3           | 0           | 2                     | 0                     | -          | -          | C1                             | -                              | -                              | -      | -      | 5     | 0     |
| 2006-2007             | Manchester United     | Premier League        | 19          | 7           | 7                     | 3                     | -          | -          | C1                             | 6                              | 1                              | -      | -      | 32    | 11    |
| Sous-total            | Sous-total            | Sous-total            | 235         | 91          | 41                    | 15                    | 4          | 0          | -                              | 81                             | 20                             | 5      | 0      | 366   | 126   |
| Total sur la carrière | Total sur la carrière | Total sur la carrière | 386         | 237         | 41                    | 15                    | 4          | 0          | -                              | 83                             | 21                             | 5      | 0      | 519   | 273   |

#### En sélection
| Norvège | Norvège | Norvège |
| Année   | Matchs  | Buts    |
| ------- | ------- | ------- |
| 1995    | 2       | 1       |
| 1996    | 6       | 3       |
| 1997    | 2       | 1       |
| 1998    | 9       | 3       |
| 1999    | 8       | 5       |
| 2000    | 10      | 1       |
| 2001    | 7       | 3       |
| 2002    | 9       | 2       |
| 2003    | 7       | 2       |
| 2004    | 2       | 0       |
| 2005    | 0       | 0       |
| 2006    | 4       | 2       |
| 2007    | 1       | 0       |
| Total   | 67      | 23      |

### En tant qu'entraîneur
| Saison                | Club                  | Division              | Matchs | Victoires | Nuls | Défaites | % Victoires |
| --------------------- | --------------------- | --------------------- | ------ | --------- | ---- | -------- | ----------- |
| 2011                  | Molde FK              | Tippeligaen           | 35     | 21        | 7    | 7        | 60 %        |
| 2012                  | Molde FK              | Tippeligaen           | 48     | 29        | 7    | 12       | 60,41 %     |
| 2013                  | Molde FK              | Tippeligaen           | 43     | 19        | 12   | 12       | 44,18 %     |
| Sous-total            | Sous-total            | Sous-total            | 126    | 69        | 26   | 31       | 54,76 %     |
| 2013-2014             | Cardiff City          | Premier League        | 21     | 5         | 3    | 13       | 23,80 %     |
| 2014-2015             | Cardiff City          | Premier League        | 9      | 4         | 2    | 3        | 44,44 %     |
| Sous-total            | Sous-total            | Sous-total            | 30     | 9         | 5    | 16       | 30 %        |
| 2015                  | Molde FK              | Tippeligaen           | 3      | 3         | 0    | 0        | 100 %       |
| 2016                  | Molde FK              | Tippeligaen           | 35     | 16        | 6    | 13       | 45,71 %     |
| 2017                  | Molde FK              | Tippeligaen           | 36     | 21        | 6    | 9        | 58,33 %     |
| 2018                  | Molde FK              | Tippeligaen           | 40     | 24        | 6    | 10       | 60 %        |
| Sous-total            | Sous-total            | Sous-total            | 114    | 64        | 18   | 32       | 56,14 %     |
| 2018-2019             | Manchester United     | Premier League        | 29     | 16        | 4    | 9        | 55,17 %     |
| 2019-2020             | Manchester United     | Premier League        | 61     | 33        | 16   | 12       | 54,09 %     |
| 2020-2021             | Manchester United     | Premier League        | 61     | 35        | 14   | 12       | 57,37 %     |
| 2021-2022             | Manchester United     | Premier League        | 17     | 7         | 3    | 7        | 41,17 %     |
| Sous-total            | Sous-total            | Sous-total            | 168    | 91        | 37   | 40       | 54,16 %     |
| Total sur la carrière | Total sur la carrière | Total sur la carrière | 438    | 233       | 86   | 119      | 53,19 %     |

## Palmarès

### Joueur
Clausenengen FK
- Champion de Norvège de quatrième division en 1993

 Molde FK
- Vainqueur de la Coupe de Norvège en 1994

 Manchester United
- Vainqueur de la Coupe Intercontinentale en 1999
- Vainqueur de la Ligue des Champions en 1999
- Champion d'Angleterre en 1997, 1999, 2000, 2001, 2003 et 2007
- Vainqueur de la Coupe d'Angleterre en 1999 et 2004
- Finaliste de la Coupe d’Angleterre en 2007
- Vainqueur de la Coupe de la Ligue anglaise en 2006
- Vainqueur de la Community Shield en 1996, 1997 et 2003
- Finaliste de la Community Shield en 1998, 1999 et 2000
- Finaliste de la Supercoupe de l'UEFA en 1999

### Entraîneur
Molde FK
- Champion de Norvège en 2011 et 2012
- Vainqueur de la Coupe de Norvège en 2013

 Manchester United
- Vice-champion d'Angleterre en 2021
- Finaliste de la Ligue Europa en 2021

## Distinctions personnelles
- Élu joueur norvégien de l’année (Prix Kniksen) en 1996
- Prix Kniksen d’Honneur en 2007
- Chevalier de l'Ordre Royal norvégien de Saint-Olaf en 2008
- Intronisé au Hall of Fame du football norvégien en 2012
- Prix Peer Gynt en 2009 pour sa contribution au football norvégien

### Individuel
- Entraîneur du mois en Premier League en Janvier 2019